# Назад у майбутнє 2
«Назад у майбутнє 2» (англ. Back to the Future Part II) — американська фантастична комедія режисера Роберта Земекіса.

## Слогани
- «We're Back!» («Ми повернулись!»)
- «It's About Time.» («Саме вчасно»)
- «Do You Remember… The Future?» («Чи пам'ятаєш ти… Майбутнє?»)
- «Getting back was only the beginning.» («Повернення було лиш початком»)
- «Roads? Where we're going, we don't need roads!» («Дороги? Кому потрібні дороги?» досл. «Дороги? Там, куди ми їдемо, не потрібні дороги!»)
- «Synchronize your watches. The future's coming back…» («Звірте годинники. Майбутнє повертається…»)

## Сюжет
Фільм є нерозривним продовженням першої частини трилогії.

### 2015 рік
Фільм починається з повторення останніх кадрів першої частини трилогії, коли Марті запропонував Дженніфер поїхати з ним на озеро в вихідні. У цю хвилину несподівано з'являється Док на машині часу. Марті дивується його незвичайному вигляду, Док коментує це тим, що в майбутньому одягаються саме так. Машина часу модифікована, тепер на ній встановлений «домашній ядерний реактор», здатний видати потрібну кількість електроенергії з будь-яких харчових відходів. Крім того, вона тепер може літати. Док каже Марті і Дженніфер, що їм потрібно терміново рятувати майбутнє своїх дітей. Всі троє сідають в ДеЛореан і вирушають у 2015 рік. Потім Док їм все пояснює. У сім'ї Марті МакФлая і його майбутньої дружини Дженніфер Паркер в 2015 році виникли великі проблеми. Їхній син, Марті МакФлай-молодший буде арештований за пограбування банку. Дочка Марті спробує його врятувати і сама попадеться поліції. Тому Док повернувся в 1985 рік. По дорозі приголомшена Дженніфер засипає Дока питаннями про майбутнє, і Доку доводиться її приспати.
Прибувши в 2015 рік, Марті і Док укладають Дженніфер на контейнери для сміття в безлюдному провулку, сподіваючись, що з нею нічого не станеться, бо їх місія повинна зайняти мало часу.
Док озвучує Марті свій план, згідно з яким необхідно діяти. Майбутній син Марті, Марті МакФлай-молодший як дві краплі води схожий на свого батька. Тому Марті, під виглядом власного сина, повинен відмовитися від пограбування, на яке підбивав молодшого МакФлая Грифф Таннен, онук старого Біффа Таннена. Ситуацію полегшує той факт, що вони прибули 21 жовтня — за день до того, як відбудеться цей злочин.
У цей час до Марті приходить думка заробити на ставках спортивних змагань, і він купує «Спортивний Альманах Грейс» — брошуру, в якій надруковані всі результати спортивних змагань з 1950 по 2000 роки.
Марті заходить в ностальгічне кафе «Вісімдесяті», де показує клас у грі «Дикий стрілець» — відома гра для приставок 1980-1990-х років. Потім Марті стикається зі старим Біффом, який б'є його набалдашником тростини прямо по голові, насміхаючись з Марті-старшого. У кафе тим часом входить банда Таннена, яка гукає Марті за прізвищем. Несподівано приходить справжній Марті, і Грифф його б'є. Зображуючи власного сина, Марті з минулого наривається на конфлікт з Гріффом, який називає Марті боягузом. Вигравши трохи часу шляхом своєї улюбленої вивертки «Гей, дивись, що там таке?», Марті вибігає з кафе і влаштовує таку ж погоню, як у першому фільмі. Всю цю сцену спостерігає неабияк постарілий Біфф Таннен, який перетворився на буркотливого 78-річного дідугана, і коментує це словами: «Все це мені щось дуже нагадує…».
У процесі гонитви на літаючих дошках-ховербордах за Марті, Грифф разом зі своїми друзями влітає у скло на фасаді будівлі мерії, за що його негайно заарештовують. Заголовки газет з майбутнього змінилися в кращу для сімейства МакФлай сторону, і майбутні діти Марті-старшого і Дженніфер врятовані: тепер у в'язницю сяде Грифф. Док каже Марті, щоб він йшов до Дженніфер і чекав його там, а потім вони повернуться назад у 1985 рік.
У поспіху, Марті випадково впускає на підлогу спортивну брошуру, і змушений розповісти Доку, що вирішив заробити на спортивних ставках. Дізнавшись про це, Док прийшов у страшне обурення: він говорить, що винайшов машину часу аж ніяк не для грошових махінацій. Док відбирає у Марті альманах і викидає його в сміттєвий бак. Старик Біфф, який підслуховував їх розмову, непомітно забирає альманах. Водночас, сплячу Дженніфер знайшли поліцейські. Вони вирішили, що вона знаходиться під дією наркотиків, і прийняли її, за відбитками пальців, за Дженніфер з 2015 року. Поліцейські повезли Дженніфер додому, дивуючись якістю пластичної операції з омолодження. Доку і Марті доводиться слідувати за ними, щоб встигнути витягти її з дому Марті і Дженніфер 2015 року, перш ніж вона зустрінеться з кимось із рідних чи з самою собою. У 2015 році всі двері відкриваються відбитком пальця, тому абсолютно не виникло проблем з відкриттям вхідних дверей за допомогою Дженніфер з минулого. Біфф летить навздогін за Доком і Марті, маючи намір заволодіти машиною часу, поки вони будуть зайняті порятунком Дженніфер.
У цей час Дженніфер, яка прийшла до тями, спостерігає за своєю майбутньою сім'єю. Вона дізнається, що 30 років тому Марті пошкодив руку в автомобільній аварії під час гонки, на яку його спровокував Дуглас Ніддлз (ніхто не сміє називати Марті боягузом!), тому через травму Марті полишив музику. Події продовжують розвиватися. Ніддлз дзвонить Марті і знову провокує його, але вже на аферу з грошима, про це дізнається їх бос і звільняє Марті. Дженніфер бере з собою лист з факсу з написом «Ти звільнений!» і поспішає покинути будинок. Однак, на виході з будинку вона зустрічає саму себе з майбутнього і обидві Дженніфер непритомніють. Док і Марті, помітивши це, непомітно витягають дівчину з дому.

### Альтернативний 1985 рік
Дочекавшись моменту, коли нікого не буде біля машини часу, Біфф вирушає в 1955 рік, віддає самому собі «Спортивний альманах», і тут же повертається назад. Марті, Док і Дженніфер, які нічого не запідозрили, повертаються в 1985 рік. Марті залишає сплячу дівчину на ґанку її будинку. Прийшовши додому, Марті виявляє, що в його будинку живуть сторонні люди, а не МакФлаї. І ці люди його проганяють. Незабаром Марті і Док бачать, що Хілл-Веллі сильно змінився: у місті повна розруха, вулиці кишать байкерами та повіями, а школа згоріла вщент. Самого Марті ніхто не впізнає, а деякі, на кшталт колишнього шкільного директора Стрікленда, навіть погрожують йому зброєю. Всім керує багатий Біфф. Лоррейн вийшла заміж за Біффа, який змусив її зробити пластичну операцію зі збільшення грудей. Джордж Макфлай був убитий Біффом 12 років тому, сам Марті нібито відправлений до сирітського притулку в Швейцарії, а Док перебуває в психіатричній лікарні. Док повідомляє Марті всю інформацію, яку зміг добути. Шляхом нескладних міркувань вони розуміють, що старий Біфф заволодів машиною часу і скористався ідеєю Марті збагатитися на спортивних змаганнях. У машині часу вони знайшли набалдашник від тростини Біффа і пакет з майбутнього, в якому був альманах.
Марті вирушає до Біффа в його казино. Коли Марті поставив йому питання про спортивний альманах, Біфф несподівано все йому розповів, починаючи з того, як розбагатів за допомогою спортивного альманаху, і закінчуючи тим, як убив батька Марті. Також Біфф говорить йому, що незнайомець попередив його, що рано чи пізно з'явиться хлопець чи «божевільний вчений», які знатимуть про альманах. Таннен збирається застрелити юнака. Марті біжить від нього на дах будівлі, де Док приходить йому на допомогу, і вони разом на машині часу вирушають в минуле.

### Повернення в 1955 рік
Марті і Док переміщуються в 12 листопада 1955, день, в який вирушив старий Біфф, щоб передати самому собі (молодому) спортивний альманах. Тепер Марті та Док мають забрати в Біффа брошуру. Герої залишають машину часу в тому ж самому місці, в якому Марті залишив її під час першого прибуття в 1955 рік. Ситуація ускладнюється тим, що тепер у цьому часі два Марті: один зі справжнього 1985 року, другий — прилетів щойно. Також і два Дока: один, який живе в 1955 році, і який допомагає іншому Марті повернутися назад в 1985 рік, і другий, який прибув разом з Марті з альтернативного 1985 року. Намагаючись не попастися самим собі на очі, Марті і Док маскуються і тримають зв'язок по рації.
Марті ховається на задньому сидінні машини Біффа, щоб потім забрати альманах, коли той піде. Днем молодий Біфф отримує альманах від старого, який представляється йому далеким родичем і докладно пояснює, як зберігати і користуватися альманахом. Біфф недбало кидає альманах на заднє сидіння, за що злить старого. Далі старий іде, і Біфф замикає машину в гаражі разом із Марті, забравши з собою альманах. Док вирушає визволяти Марті, але до того моменту як він приходить, вже наступає вечір. Біфф їде на шкільний бал «Морські дива», і Марті разом з ним на задньому сидінні. Повторюючи Марті по рації, що той у жодному разі не повинен попастися собі на очі, Док випадково стикається зі своїм двійником. На щастя, йому вдається не розкрити себе.
У школі Марті доводиться ховатися від Біффа і його банди, тому що той збирається поквитатися з «Кельвіном Кляйном» за свій автомобіль. Марті в буквальному сенсі намагається витягнути альманах із задньої кишені Біффі, але йому це не вдається через директора Стрікленда. Пізніше Марті спостерігає знайому сцену того, як батько Марті вирубує Біффі ударом в щелепу, заступившись за Лоррейн. Марті забирає журнал у непритомного Таннена, але той незабаром приходить до тями і дізнається про це. Потім Марті доводиться рятувати свого двійника, який грає на сцені «Johnny B. Goode», від банди Таннена. Однак Біфф знаходить і б'є Марті, забирає альманах і їде. У цей момент прилітає Док, і герої починають переслідувати Таннена на літаючому ДеЛоріані. Далі Марті прямо на ходу забирається на автомобіль Біффа і відбирає альманах. Док приходить на допомогу, і герої відлітають, а Біфф отримує по заслугах, знову врізавшись у вантажівку з гноєм. Починається гроза. Герої знову прилітають на те місце, де вперше була захована машина часу. У машині невелика поломка, таймер весь час мимоволі перемикається на 1 січня 1885 року. Док висить у небі, освітлюваний променями блискавок, в машині часу. Через погоду йому не вдається спуститися. У цей момент Марті внизу спалює альманах, після чого Док помічає, як заголовки газет з майбутнього змінюються.
Нарешті, герої можуть повертатися назад у майбутнє, але в ДеЛореан несподівано потрапляє блискавка, і машина разом з Доком зникає. Марті намагається зв'язатися з Доком по рації, але ззаду до нього під'їжджає автомобіль, з якого виходить листоноша з Western Union. Він вручає Марті лист, який було адресовано йому 70 років тому, і просить підтвердити, що він дійсно Марті Макфлай. Здивований, Марті відразу ж читає лист, з якого дізнається, що Дока перенесло в 1885 рік. Марті біжить прямо до Дока 1955-го, який тільки що відправив іншого Марті в 1985, але Док чомусь виявляється не радий цій зустрічі. Він каже: «Марті! Я ж тільки що відіслав тебе в майбутнє!», На що отримує відповідь: «Так, але я ПОВЕРНУВСЯ! Повернувся з майбутнього!». Док непритомніє, і Марті намагається отямити його. Камера піднімається вгору, і на екрані з'являється надпис «TO BE CONCLUDED …» (« Закінчення буде …»).

## Творці

### Акторський склад
| Актор                | Роль                                            |
| -------------------- | ----------------------------------------------- |
| Майкл Джей Фокс      | Марті Макфлай / Марті молодший / Марлін МакФлай |
| Крістофер Ллойд      | Емметт Браун                                    |
| Томас Френсіс Вілсон | Біфф Таннен / Грифф Таннен                      |
| Ліа Томпсон          | Лоррейн Бейнс                                   |
| Джеймс Толкан        | Директор Стрікленд                              |
| Елізабет Шу          | Дженніфер Паркер                                |
| Венді Джо Спербер    | Лінда МакФлай                                   |
| Марк МакКлюр         | Дейв МакФлай                                    |
| Джефрі Вайзман       | Джордж МакФлай                                  |
| Флі                  | Дуглас Нидлз                                    |
| Біллі Зейн           | «Зубочистка»                                    |
| Кейсі Семашко        | «3D»                                            |
| Елайджа Вуд          | хлопчик, що грає в ігрові автомати              |
| Джей Джей Коен       | «Скінхед»                                       |
| Ріки Дін Логан       | «Дейта»                                         |
| Дарлін Фогель        | «Спайк»                                         |
| Джейсон Скотт Лі     | «Уайті»                                         |
| Чарльз Фляйшер       | Террі                                           |

### Знімальна група
| Режисер              | Роберт Земекіс             | Виконавчі продюсери   | Стівен Спілберг, Френк Маршалл та Кетлін Кеннеді |
| Сценарист            | Боб Ґейл                   | Редактори             | Артур Шмідт та Гаррі Керамідас                   |
| Автори сюжету        | Боб Ґейл та Роберт Земекіс | Дизайн                | Рік Картер                                       |
| Продюсери            | Боб Ґейл та Ніл Кентон     | Асоційований продюсер | Стів Старкі                                      |
| Композитор           | Алан Сільвестрі            | Візуальні ефекти      | Кен Ралстон                                      |
| Оператор-постановник | Дін Канді                  | Художник по костюмах  | Джоанна Джонстон                                 |

## Виробництво

### Сценарій
Роберт Земекіс під час написання сценарію фільму знімав комедійний детектив «Хто підставив кролика Роджера». Зйомки цього фільму затримали початок зйомок продовження «Назад в майбутнє». У початковій версії сценарію основні дії фільму повинні були розгортатися в 1967 році. Коли стало відомо, що Кріспін Гловер не повернеться в ролі Джорджа Макфлая, Боб Ґейл зважився вбити даного персонажа в альтернативному 1985 році, для того щоб вивести його зі сценарію. Одна з ідей для фільму припускала точно такий же розвиток сюжету протягом перших двох третин, проте в завершальній частині фільму старий Біфф мав віддати спортивний альманах молодому Біффу в 1967-му, а не в 1955 році. Коли Марті і Док вирушили в минуле, щоб його зупинити, Марті випадково зустрівся зі своїми батьками, які стали хіпі, і мало не перешкодив своєму зачаттю. Роберт Земекіс вирішив, що дана концепція дуже схожа на перший фільм і придумав ідею показати оригінальну картину під іншим кутом з двома Марті в 1955 році.

### Кастинг
У порівнянні з першим фільмом відбулися деякі зміни в акторському складі. Кріспін Гловер, який грав Джорджа Макфлая в першому фільмі, зажадав, щоб йому був виплачений такий же гонорар, як Майклу Джей Фоксу. Вимога Гловера була відхилена, проте Земекіс постарався зняти фільм таким чином, щоб глядачі не помітили його відсутності. У нечисленних епізодах за участю Джорджа, що залишилися після переробки сценарію, цю роль виконує схожий на Гловера актор Джеффрі Уайсман або використовуються архівні матеріали. Після виходу фільму Гловер подав до суду на Земекіса і отримав компенсацію, приблизно рівну тому гонорару, який він запитував, а «Гільдія кіноакторів США» прийняла нові правила про використання відео- та фотоматеріалів за участю акторів.
Клаудія Уеллс, яка зіграла Дженніфер в першій частині, не стала брати участь у другій серії фільму через хворобу своєї матері. У «Назад в майбутнє-2» роль Дженніфер виконала Елізабет Шу. Остання сцена першого фільму була спеціально перезнята за участю Елізабет. У цьому епізоді можна помітити деякі відмінності від фінальної сцени першого фільму.
Майкл Балзарі, відомий також як Флі з групи Red Hot Chili Peppers, зіграв роль Нідлза. Герой у його виконанні також з'являється у фіналі фільму «Назад у майбутнє-3».
Цей фільм став першим для актора Елайджі Вуда — він виконує епізодичну роль хлопчика в кафе 80-их у сцені з «Диким Стрільцем».

### Зйомки
Створення фільму почалося через п'ять років після прем'єри першої частини. Зйомки другої і третьої частин фільму велися одночасно. Під час фільмування «майбутнього» Майкл Джей Фокс зіграв себе в старості, свою дочку і свого сина. Нанесення гриму займало 4-5 годин. Епізоди були відзняті без застосування комп'ютерних спецефектів, кадри просто накладалися один на інший. Весь реквізит, що потрапляв в кадр, доводилося приклеювати, щоб він не змістився при подальшій зйомці однієї і тієї ж сцени.
Для зйомок першого фільму спочатку були побудовані декорації Хілл-Веллі 1955 року, потім, відзнявши середину фільму, їх перетворили на Хілл-Веллі 1985 року й зняли початок і кінець картини. Для зйомок «Назад в майбутнє-2» декорації знову переробили, для того, щоб вони відповідали 1955 року. Така перебудова декорацій коштувала творцям більше, ніж якби вони їх побудували з нуля.

## Саундтрек
| Пісня                 | Виконавець/композитор           | Сцена                                                                                        |
| --------------------- | ------------------------------- | -------------------------------------------------------------------------------------------- |
| «The Washington Post» | Джон Філіп Суза                 | Музика доноситься з фургону, що агітує голосувати за Голді Вілсона III.                      |
| «Jaws Main Theme»     | Джон Уільямс                    | На Марті нападає акула з постеру фільму «Щелепи 19».                                         |
| «Beat It»             | Майкл Джексон                   | Марті входить в кафе «Вісімдесяті», щоб урятувати свого сина.                                |
| «I Can't Drive 55»    | Sammy Hagar                     | Марті бачить банду байкерів, які зібралися біля казино Біффа.                                |
| «Mr. Sandman»         | The Four Aces                   | Марті слідкує за Біффом та Лорейн на вулицях Хілл-Веллі.                                     |
| «Papa Loves Mambo»    | Перрі Комо                      | Біфф їде на шкільні танці.                                                                   |
| «Night Train»         | Marvin Berry & The Starlighters | Звучить на танцях.                                                                           |
| «Earth Angel»         | Marvin Berry & The Starlighters | Звучить на танцях під час першого поцілунку Джорджа та Лорейн.                               |
| «Johnny B. Goode»     | Чак Беррі                       | Марті намагається зупинити друзів Біффа за сценою, поки інший Марті грає на шкільних танцях. |

## Вирізані сцени
- Террі розповідає Марті, що він чудово пам'ятає день, коли в годинник вдарила блискавка, бо тоді Біфф мало заплатив йому за чистку машини від гною (присутня в телеверсії фільму, показаній в 1990 році).
- Розширена версія сцени в будинку МакФлаїв: юна Дженніфер спостерігає, як її майбутня сім'я готується до вечері. Марлін огризається, коли Марті просить дочку передати йому чай. Марті-старший каже: «Я все пропустив», — він коментує вирізану сцену, де Лоррейн згадує про дядька Джо, що знову потрапив у в'язницю (присутня в телеверсії фільму, показаній в 1990 році).
- МакФлай знаходить Дженніфер 2015 без свідомості (присутня в телеверсії фільму, показаній в 1990 році).
- Біфф розчиняється в повітрі, повернувшись в 2015 рік (присутня в телеверсії фільму, показаної в 1990 році).
- Марті бачить зруйновану школу Хілл-Веллі в альтернативному 1985 (присутня в телеверсії фільму, показаній в 1990 році).
- Марті зустрічає свого брата Дейва в альтернативному 1985 (присутня в телеверсії фільму, показаній в 1990 році).

## Факти
- У фільмі вся відеотехніка, на якій видно логотип — марки JVC. Це телевізор, який у другій частині продається в антикварному магазині у 2015 році, монітори віртуальних офіціантів в кафе «Вісімдесяті», плазмова панель в майбутньому будинку МакФлаїв, телевізор, на якому Біфф з альтернативного 1985 дивиться фільм з дівчатами в басейні.
- Тунель, де розгортається фінальне протистояння Марті і Біффа, був тим же самим тунелем, по якому Едді Валіант потрапляє в Мульттаун в картині «Хто підставив кролика Роджера».
- Зйомки другої і третьої частин фільму велися одночасно.
- У кінотеатрі рекламується фільм «Щелепи-19». Слоган картини: «Цього разу це дуже, ДУЖЕ особисте». Режисером є Макс Спілберг. У Стівена Спілберга, який був постановником фільму «Щелепи» (1975), є син Макс.
- В антикварному магазині в 2015 році можна помітити куртку, в яку був одягнений Марті в 1985 році, ляльку Кролика Роджера і відеогру «Щелепи» для приставки Nintendo Entertainment System. Роберт Земекіс був режисером фільму «Хто підставив Кролика Роджера». Відеогра «Jaws» була створена компанією LJN. Ця ж компанія розробила відеоігри, засновані на другій і третій частинах «Назад в майбутнє».
- Під час телевізійного інтерв'ю Роберт Земекіс сказав, що «літаючі дошки вже давним-давно винайдені, тільки компанії з виробництва скейтборду не бажають їх ставити в серійне виробництво, але знімальній групі все ж вдалося роздобути кілька таких дощок». Режисер всього лише жартував, проте після виходу передачі компанія Mattel (логотип цієї фірми можна помітити на літаючих дошках) була завалена телефонними дзвінками від людей, що цікавилися, коли такі дошки надійдуть у продаж.
- Спеціально для фільму був створений ігровий автомат з грою «The Wild Gunman». Дана гра була розроблена виключно для платформи Nintendo Entertainment System і ніколи не виходила для ігрових автоматів. У фільмі звукові ефекти гри точно такі ж, як і для відеоприставки, однак графіка абсолютно нова. Як це не парадоксально, у справжній відеогрі анімація була на порядок кращою.
- Робоча назва фільму — «Парадокс» (англ. Paradox). На DVD-виданні фільму при перегляді додаткових матеріалів дану назву можна помітити на хлопавках.
- У 2015 році можна помітити кілька машин з інших фантастичних фільмів, включаючи «Spinner» з кінострічки «Той, що біжить по лезу» і «StarCar» з «Останнього зоряного воїна». Інші машини в більшості випадків — модифіковані «Ford Probes» і різні моделі «Ford Mustang», а також різні концепт-кари. Таксі майбутнього, на якому Біфф стежить за Марті та Доком, — Citroën DS, що випускався з 1955 року, а машина Гриффа в 2015 році — модифікована BMW шостої серії.
- Коли Дженніфер, яка знепритомніла, доставляють до будинку два офіцери поліції в 2015 році, можна помітити, що особу однієї з представниць правопорядку нам наполегливо намагаються не показувати. Цього поліцейського зіграла Мері Еллен Трейнор, яка була у той час дружиною Роберта Земекіса.
- Черіл Уіллер-Діксон, дублер Дарлен Фогель, отримала травму під час зйомок сцени з літаючими дошками.
- Якщо звернути увагу на статтю в «USA Today» про банду Гріффа, то можна дізнатися справжні імена Дейта, Спайка та Уайта — Рейф Ангер, Леслі О'Меллі та Честер Ногурі відповідно.
- Док каже, що залишив Ейнштейна в анімаційній будці в 2015 році. Дана фраза була додана в сценарій фільму для того, щоб пояснити, куди поділася собака Дока: коли Док після розмови з Марті вирушає в майбутнє, з ним знаходиться Ейнштейн, проте коли Док забирає Марті і Дженніфер з 1985 року, Ейнштейна з ним вже немає.
- Док каже, що відвідав клініку, де йому зробили операцію з омолодження. Даний епізод додали в сценарій для того, щоб Крістоферу Ллойду не довелося знову носити грим, який робив його старішим.
- У газеті 2015 року можна помітити наступні заголовки: «Вашингтон готується до візиту королеви Діани», «Бандити великих пальців знову завдають удару». В останній статті йдеться про те, що посвідчення особи при оплаті відбувається за відбитком великого пальця (наприклад, саме так Біфф розплачується за таксі). Тому бандити «крадуть» великі пальці.
- Прізвище Гріффа залишилося невідомим, тому не зрозуміло, чи є він сином дочки Біффа або його сина. Відомо лише, що Біфф — дідусь Гріффа.
- В кафе «Вісімдесяті» можна помітити відразу кілька телесеріалів, знятих в 1980-ті роки, включаючи «Сімейні узи» і «Таксі», в яких знімалися відповідно Майкл Джей Фокс та Крістофер Ллойд, а також кліп Майкла Джексона «Beat It» з альбому «Thriller».
- Неонова вивіска над казино Біффа була змодельована на основі казино «Vegas World Casino» (нині — Stratosphere) в Лас-Вегасі.
- У сцені, коли Біфф повертається назад в 2015-й і виходить з DeLorean, він випадково вдаряється об свою тростину (набалдашник при цьому відламується і залишається в машині) і корчиться від болю. Однак, за словами Роберта Земекіса, в цей момент Біфф виглядає ще і виснаженим. Тут він переживає те ж саме, що і Марті під час балу в першому фільмі, — зникнення з буття. Ідея творців полягала в тому, що, повернувшись в 1955 рік і передавши спортивний альманах самому собі, Біфф змінив майбутнє. За словами Земекіса, Лоррейн застрелила Біффі після 1985 року. В одній з віддалених сцен показано зникнення Біффа.
- Куртка з 2015-го, яку Марті видав Док, могла сама підганятися за розміром. При зйомці цього епізоду були використані 40 лісок, простягнуті до куртки, а натягували їх люди, що лежать на землі навколо актора.
- Біфф в басейні дивиться фільм «За жменю доларів».
- На столі у Стрікленда з 50-х років крім прапора Сполучених Штатів також є Прапор Каліфорнії. Також можна помітити, що прапор США — сучасного зразка (з 1960 року).
- Біфф з 2015-го віддає спортивний альманах Біффу з 1955 року. Обох персонажів грає один актор — Томас Вілсон, тому довелося йти на різні хитрощі. Наприклад, кидати на заднє сидіння спортивний альманах повністю зроблений на комп'ютері — можна помітити невеликий білий ореол навколо книги, її підвищену чіткість у порівнянні з іншими ділянками кадру. Плюс до всього, у польоті альманах обертається тільки в одній площині.
- У 2011 році компанія Nike випустила обмежену партію кросівок, які своїм дизайном повторюють ті, що носив головний герой фільму. Однак кросівки 2011 Nike Mag не вміють автоматично зашнуровуватись, на відміну від свого прототипу[2].
- При заїзді в тунель Біфф вдаряє правий борт своєї машини об бетонну стіну, намагаючись збити Марті. Коли Біфф врізається в машину з гноєм, цей борт знову «в кадрі» і він зовсім «чистий», без будь-яких слідів удару.

## Нагороди
- Премія «Сатурн», 1991 рік. Переможець: найкращі спецефекти. Номінації: найкращий науково-фантастичний фільм, найкращі костюми та найкращий грим.
- Номінація на премію «Оскар» (1989) за найкращі візуальні ефекти.